# Els avantatges de ser un marginat
|  | Aquest article tracta sobre la novel·la. Si cerqueu la pel·lícula, vegeu «Els avantatges de ser un marginat (pel·lícula)». |

Els avantatges de ser un marginat és una novel·la epistolar escrita per l'escriptor estatunidenc Stephen Chbosky. Va ser publicada l'1 de febrer del 1999 per l'editorial MTV i el 2015 l'editorial Sembra Llibres publicà la traducció al català de Marta Pera Cucurell. La història és narrada per un adolescent que té com a àlies 'Charlie'; ell descriu diverses escenes de la seva vida a través d'una sèrie de cartes que escriu a qui abans era el seu millor amic, en Michael, el qual es va suïcidar.
La història explora tòpics com ara la introversió i els moments estranys de l'adolescència. El llibre també toca breument l'ús de les drogues i les experiències d'en Charlie amb aquestes. Amb el progrés de la història es dona referència de diverses pel·lícules i obres literàries i se'n discuteixen els significats. La història té lloc a un barri de Pittsburgh durant el principi dels anys 90, quan en Charlie és tot just un estudiant de primer curs de l'escola superior. En Charlie té una manera de pensar poc convencional, i quan la història comença és tímid i gens popular. El llibre va ser tercer a la llista de l'associació americana de llibreries, gràcies al tractament en el llibre de les drogues, homosexualitat, sexe i suïcidi.

## Context
El 1994 Stephen Chbosky estava treballant en un «tipus de llibre molt diferent» que Els avantatges de ser un marginat quan va escriure la frase: «Suposo que això és només un dels avantatges de ser un marginat». Chbosky ho va recordar així: Vaig «escriure aquesta línia. I em vaig aturar. I em vaig adonar que en algun lloc d'aquella [frase] hi havia el quid que realment estava buscant». Després de diversos anys de gestació, Chbosky va començar a investigar i escriure Els avantatges de ser un marginat, un novel·la epistolar que segueix la maduració intel·lectual i emocional d'un adolescent que utilitza l'àlies de Charlie en el transcurs del seu primer any d'escola secundària. El llibre és semiautobiogràfic; Chbosky va afirmar que ell té «relació amb Charlie […] Però la meva vida a l'escola secundària va ser diferent de moltes maneres».

## Sinopsi
«Charlie» és l'àlies de l'adolescent que narra la novel·la, que està a punt de començar el seu primer any a l'escola superior. La novel·la és presentada a través de cartes que en Charlie escriu al que abans era seu millor amic, en Michael, el qual es va suïcidar sense dir res. En Charlie comença el seu primer any malament, degut a la mort del seu únic bon amic, en Michael, qui s'havia suïcidat uns mesos abans. Ell no creia que pogués confiar en els seus pares o germans grans perquè li donessin suport, perquè ells mai l'havien entès. Ell també explica que l'únic familiar amb qui s'havia sentit unit era la seva tieta Helen, però es va morir en un accident de cotxe el dia del seu setè aniversari. En Charlie de seguida es fa amic amb dos estudiants més grans, la Sam, i el seu mig-germà, en Patrick. Durant la història, la Sam, en Patrick i el professor d'anglès d'en Charlie, en Bill, l'introdueixen a tot de noves experiències, i les seves cartes mostren el seu creixement. En Bill li dona llibres a en Charlie per llegir, com ara On the road i Peter Pan, que influencien la seva manera de pensar. La Sam i en Patrick l'introdueixen a nous amics, música i les drogues. Després de trobar-se accidentalment a en Patrick petonejant al quarterback de l'escola, en Brad, ell veu que estant en una relació secreta. En Charlie s'enamora de la Sam, però se sent culpable cada vegada que té pensaments romàntics o sexuals envers ella. Comença a sortir amb la Mary Elisabeth, però destrueix la seva relació quan fa un petó a la Sam. En Patrick li recomana a en Charlie d'estar allunyat dels seus amics una temporada, mentre tothom està enfadat amb ell. En Charlie està molt enfadat amb ell mateix, i se sent fora de lloc una altra vegada. L'única connexió que té amb els seus amics és en Bob. En Bob li explica que en Patrick està passant per uns moments difícils amb en Brad, ja que el pare d'aquest els havia enxampat junts. Poc temps després, en Charlie és present quan sent que en Brad li diu 'marica' a en Patrick durant el dinar, i aquest perd els nervis i l'ataca. Els amics d'en Brad apallissen a en Patrick, i en Charlie apareix a defensar-lo. Utilitzant una cadira, en Charlie aconsegueix fer fora la munió de gent. Després d'això en Charlie és perdonat pels seus amics. En Patrick i en Brad continuen amb problemes, i els explica a en Charlie un dia a la seva furgoneta, i li fa un petó. En Charlie se sent estrany, molest, però no fa res per evitar-ho. Prop del final de l'any escolar en Charlie es deprimeix perquè tots els seus amics es graduen. La nit abans que la Sam marxi cap a la nova escola, ella i en Charlie quasi tenen sexe, però en Charlie de cop té un atac de pànic i ha de parar. El seu estat mental va a pitjor, i ingressa a un hospital mental. A l'hospital s'adona que havia rebut abusos per part de la seva tieta Helen, i que ell havia estat amagant el record en qüestió. La novel·la acaba amb una última carta que en Charlie escriu al seu amic, dient que espera ser menys 'marginat' durant el seu següent any a l'escola.

## Recepció
Els avantatges de ser un marginat va ser la primera novel·la de Stephen Chbosky, es va publicar per MTV Books el 1999, i va ser un èxit immediat entre els lectors adolescents. El 2000 la novel·la es va convertir en el títol més venut de MTV Books, i The New York Times va assenyalar el 2007 que s'havien venut més de 700.000 còpies i que havia «passat d'adolescent a adolescent com una patata calenta». El maig de 2013 el nombre de còpies impreses va arribar als dos milions. L'obra també va suscitar controvèrsia a causa de la representació de Chbosky de la sexualitat adolescent i el consum de drogues. El llibre va ser retirat de la circulació en diverses escoles i va aparèixer a la llista dels 10 llibres qüestionats més freqüentment de l'American Library Association els anys 2004, 2006, 2007, 2008 i 2009. El juliol de 2013 Els avantatges de ser un marginat es va mantenir durant més d'un any a la llista Best-seller de The New York Times, i es va traduir a més de trenta idiomes, com al català, per Marta Pera Cucurell el 2015 per l'editorial Sembra.

## Adaptació cinematogràfica
Chbosky va escriure el guió i dirigir la pel·lícula Els avantatges de ser un marginat, basada en la seva novel·la. La producció de la pel·lícula va tenir lloc a mitjans de 2011, i es va estrenar la tardor de 2012. Era protagonitzada per Logan Lerman, Ezra Miller i Emma Watson. Chbosky va ser nominat com a millor guió adaptat als premis del Sindicat de Guionistes d'Amèrica de 2013, i la pel·lícula va guanyar el Premi Independent Spirit a la millor primera pel·lícula de 2013, així com el Premis People's Choice a la millor pel·lícula dramàtica de 2013.